# Maximilien de Robespierre

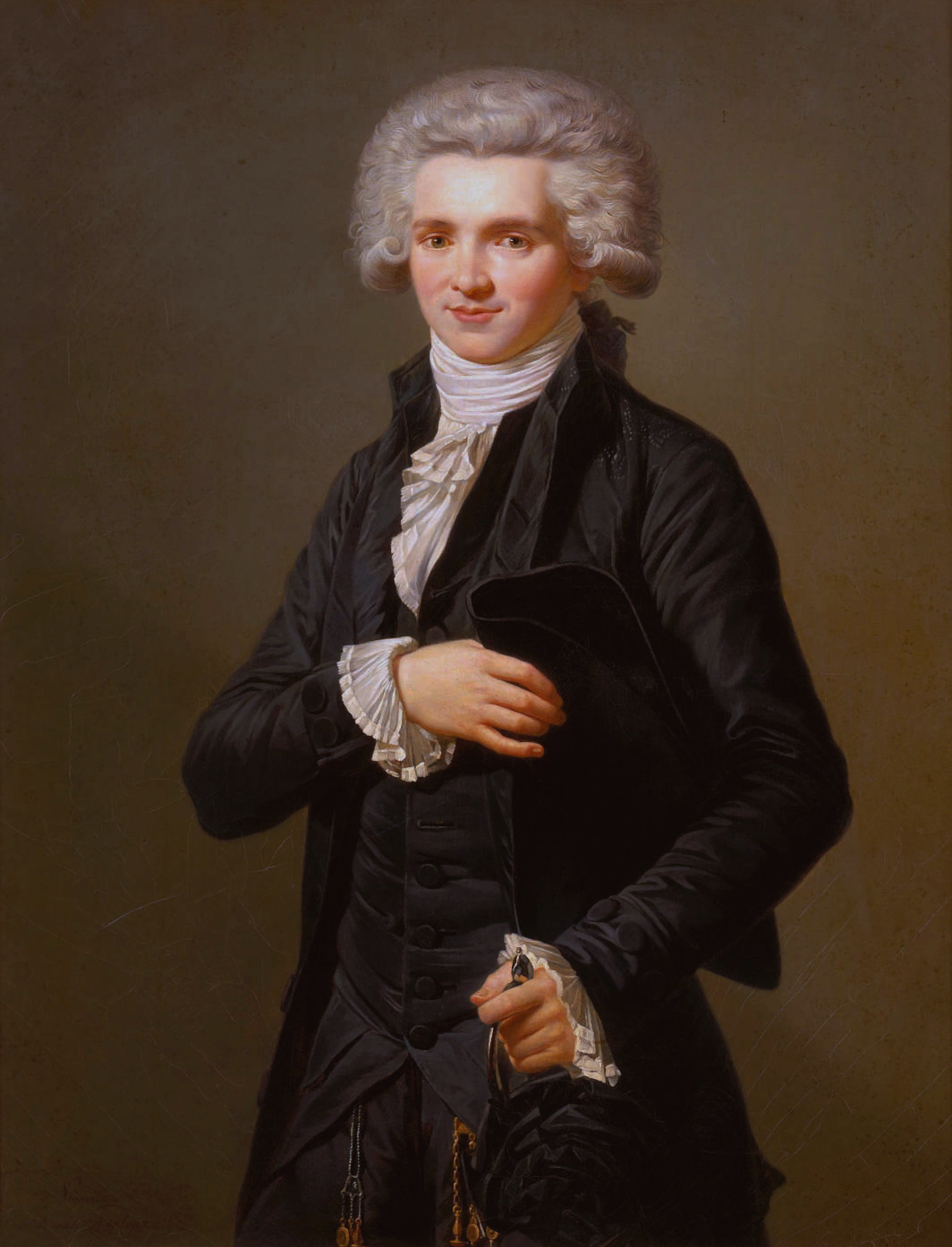
Robespierre em retrato de Adélaïde Labille-Guiard

Maximilien François Marie Isidore de Robespierre (ou Maximiliano Francisco Maria Isidoro de Robespierre) (Arras, 6 de maio de 1758 — Paris, 28 de julho de 1794) foi um advogado e político francês e uma das personalidades mais importantes da Revolução Francesa.
Eleito deputado do Terceiro Estado aos Estados Gerais de 1789, rapidamente se tornou uma das principais figuras dos "democratas" na Assembleia Constituinte, defendendo a abolição da pena de morte e da escravatura, o direito de voto para pessoas de cor e judeus, bem como o sufrágio universal e a igualdade de direitos contra o sufrágio censitário. A sua intransigência rapidamente lhe valeu o apelido de "o Incorruptível".
Foi membro do Clube Jacobino desde o início e gradualmente tornou-se uma das suas principais figuras. Durante a Convenção Nacional integrou a Montanha, onde encarnou a tendência mais radical da Revolução, transformando-se numa das figuras mais controversas deste período.
Robespierre é mais conhecido por seu papel como membro do Comitê de Segurança Pública, já que ele pessoalmente assinou 542 prisões durante o Período do Terror, especialmente na primavera e no verão de 1794.  A questão da responsabilidade de Robespierre pela lei do 22 Prairial sempre será controversa. O novo instrumento legal removeu as poucas garantias processuais concedidas ao acusado.  Além disso, a questão do Culto do Ser Supremo, querida a Robespierre, o colocou sob suspeita aos olhos dos anticlericais. Robespierre acabou caindo em razão de sua obsessão com a visão de uma república ideal e sua indiferença aos custos humanos para instalá-la. Isso fez com que os membros da Convenção Nacional e o público francês se voltassem contra ele.
O Período do Terror se encerrou quando Robespierre e cinquenta de seus aliados foram presos na prefeitura de Paris, no dia 9 de Termidor. No dia seguinte todos foram guilhotinados. Robespierre, que encarnou a guerra civil e o Terror, foi excluído de ser enterrado no Panthéon. 
Robespierre é sem dúvida a figura mais controversa da Revolução Francesa. Os seus detractores (os Termidorianos, os fundadores da Terceira República e os historiadores da "escola liberal") sublinham o seu papel no estabelecimento do Terror e a natureza ditatorial do Comité de Segurança Pública. Para outros, Robespierre tentou limitar os excessos do Terror, e foi sobretudo um defensor da paz, da democracia directa e da justiça social, um porta-voz dos pobres, e um dos actores da primeira abolição da escravatura em França. Estes historiadores salientam que a queda de Robespierre em 9 Thermidor coincidiu com o fim das medidas sociais que ele tinha tomado a favor dos pobres (a lei do máximo geral, por exemplo, que controlava o preço do pão e dos cereais), e o triunfo do liberalismo económico.  

## Resumo da vida de Robespierre
Maximilien Derobespierre nasceu em 6 de maio de 1758, em Arras. Filho de uma família da pequena burguesia, perdeu sua mãe muito cedo e foi depois abandonado pelo pai. Viajou a Paris com uma bolsa de estudos e, em 1781, graduou-se em direito. Exerceu a profissão de advogado em sua cidade natal com sucesso.
Em abril de 1789, Robespierre tornou-se deputado pelo Terceiro Estado da região de Artois. Revelou-se um grande orador. Em abril de 1790 se tornou membro do Clube dos Jacobinos, a ala mais radical dos revolucionários. A partir daí, adquiriu notoriedade e sua vida passou a estar intimamente associada aos acontecimentos da Revolução Francesa.
Em 1791 foi um dos principais líderes da insurreição popular do Campo de Marte. Sua fama de defensor do povo lhe valeu o apelido de "Incorruptível". Combateu então a facção dos girondinos, menos radicais.
Robespierre foi um dos que pediram a condenação do rei Luís XVI, guilhotinado em 21 de janeiro de 1793. Em julho do mesmo ano, Robespierre criou um Comitê de Salvação Pública para perseguir os inimigos da revolução. Foi instaurado o regime do "Grande Terror", o auge da ditadura de Robespierre.
Em 5 de abril de 1794, Danton, que propunha um rumo mais moderado para a revolução, foi executado. Neste mesmo ano, tornou-se Presidente da Convenção Nacional. No dia 27 de julho, numa sessão tumultuada, Robespierre foi ferido e teve que sair da sala às pressas. Foi detido imediatamente por seus inimigos e, um dia depois, foi guilhotinado.

## Infância
Robespierre era filho de François e Jaqueline Margarite. Seu pai, François de Robespierre, era advogado, mas nunca se recuperando da morte prematura da mulher, profundamente deprimido, abandonou a advocacia, começou a beber e desinteressou-se da educação dos seus quatro filhos, dois rapazes e duas mulheres. Recolhidos pelo seu avô materno, um rico homem de negócios, Maximilien foi colocado no colégio da sua cidade natal com a idade de sete anos, o que lhe garantiu uma educação conforme os padrões de uma família de posses.
A morte da mãe e a crise do pai tiveram forte impacto sobre o menino que, por ser o mais velho, se sentiu responsável pelos irmãos. Maximilien, Charlotte e o pequeno Augustin mantiveram-se unidos por toda vida. Augustin de Robespierre tornou-se leal seguidor na Revolução e Charlotte, depois de ficar noiva do revolucionário Joseph Fouché, devotou-se totalmente ao irmão.
A carga de um senso de responsabilidade prematuro terão contribuído para que Robespierre se tornasse um jovem sisudo e solitário, traços que o acompanhariam na vida adulta.
Ainda na adolescência, alterou seu sobrenome separando a partícula "de" do restante a fim de emprestar-lhe ares de fidalguia. Mais tarde, conforme crescia o sentimento anti-nobreza na França, viria a suprimir completamente a partícula, passando a assinar-se apenas "Robespierre".

## Estudos e influências
Frequentou o Colégio Arras, onde aprendeu um pouco de latim e oratória. Sua capacidade de concentração e trabalho era grande e, em 1769, com uma bolsa concedida pelo bispo de Arras, foi enviado para o Colégio Luís, o Grande, da Universidade de Paris.
Nesta escola, onde estudou durante nove anos, entrou em contato com o pensamento radical. A época era de mudança e efervescência intelectual. Um dos professores do futuro líder revolucionário era o filósofo e matemático d`Alembert que, junto com outros pensadores, colaborou na organização e publicação da mais significativa obra do período, a Encyclopédie. Voltaire, gênio da sátira, responsável pelos verbetes "história", "eloquência", "espírito" e "imaginação", também fazia parte deste grupo. Outro enciclopedista célebre foi o filósofo social Rousseau, cuja obra teve profunda influência sobre o pensamento político de Robespierre.
O jovem impressionou-se profundamente com tais ideais, convencendo-se de que a sociedade havia degradado e escravizado o homem e aceitou as proposições de Rousseau de que o Estado e o povo são os verdadeiros senhores de todos bens.
Sua dedicação aos estudos valeu-lhe o prêmio de melhor aluno, conquista que lhe deu a honra de ser cumprimentado pelo rei Luis XVI e pela rainha Maria Antonieta, os mesmos governantes que, dezoito anos mais tarde, seriam decapitados pela Revolução.
Em 30 de julho de 1780 Robespierre formou-se em Direito . Em 1781 foi admitido no conselho provincial de Artois, só aceitando casos que estivessem de acordo com sua valorização da retidão social e da justiça. A sua estreia como advogado deu-se em 1783, mas sofreu um súbito eclipse após 1786. Estaria desiludido, pensando em abandonar Arras, quando o rei Luís XVI anuncia a sua intenção de convocar os Estados Gerais e então, novas perspectivas se vão abrir para Robespierre.

## Robespierre sendo uma das Almas da Revolução
Em determinados trabalhos premiados, ele discordava sobre a atitude da sociedade para com os criminosos e doentes mentais. Políticos e intelectuais da época escreviam muito sobre a dignidade humana. Os novos conceitos do século XVIII - a fraternidade, a igualdade e a liberdade - eram vetores do seu pensamento.
Foi eleito deputado em 26 de abril de 1789, pelo Terceiro Estado da região de Artois, fazendo o seu primeiro discurso em 18 de Maio de 1789.
Após a tomada da Bastilha, Robespierre fez o balanço da jornada revolucionária, mas só veio a ser muito notado, em 25 de Janeiro de 1790, ao fazer um discurso no qual defendia que todos os franceses deveriam poder ser admitidos nos empregos públicos, sem outra distinção que não fosse a dos seus talentos e virtudes.
Em 31 de Março de 1790 assumiu a liderança do Clube dos Jacobinos, vindo a tornar-se, até o fim de Setembro de 1791, um dos principais oradores da Assembleia Constituinte. Proferiu mais de 260 discursos. No Clube dos Jacobinos, Robespierre representava já uma das alas mais radicais dos revolucionários, tornando-se um dos principais organizadores da Revolução Francesa e no alvo constante dos ataques de seus adversários. Em 16 de Maio de 1791, Robespierre consegue o seu maior sucesso parlamentar, ao fazer decretar que nenhum membro daquela Assembleia poderia ser eleito na legislatura seguinte.
Em maio de 1791, Robespierre opõe-se à proposta do deputado Le Chapelier de limitar o direito de petição aos cidadãos ativos e ao exercício individual. Defende sua extensão a todos os cidadãos sem distinção e o reconhecimento da legitimidade de seu exercício em grupo. Considera que, ao obstruir o direito de deliberar e expressar opiniões coletivamente, a Assembleia Constituinte privaria os cidadãos dos meios pacíficos e constitucionais de se manifestarem perante seus representantes, uma opressão que conduziria à perturbação da ordem.
Na mesma época, manifesta-se contra o lobby de fazendeiros escravistas das colônias francesas na Assembleia Constituinte, que controlava o Comitê Colonial e entravava o avanço das discussões sobre a escravidão e os direitos dos "homens de cor livres" das colônias francesas.  Opondo-se ao argumento do deputado Barnave, que defendia a primazia dos interesses da agricultura, da navegação e do comércio sobre os princípios revolucionários de 1789, Robespierre evoca a continuidade territorial entre a França e suas colônias e os interesses do gênero humano em prol da aplicação dos princípios da Declaração dos Direitos do Homem e do Cidadão aos "homens de cor livres". Não propõe, no entanto, a abolição imediata da escravidão nas colônias, limitando-se a se opor a quaisquer formas de sanção constitucional à instituição escravista.
No final de maio de 1791, Robespierre responde à carta do abade Raynal, autor da História das duas Índias, endereçada à Assembleia Constituinte. Raynal, que tivera sua obra censurada no Antigo Regime e tivera de exilar-se no exterior, acusa o governo de ser submisso à "tirania popular" e de ter viciado a obra revolucionária, tentando, além disso, dissociar a filosofia das Luzes da turbulência da Revolução. Em meio aos debates acerca do direito de veto do Rei e semanas antes da tentativa de fuga de Luís XVI para Varennes, a carta defende o fortalecimento do Poder Executivo, isto é, o poder do monarca e dos ministros, e o cerceamento da atuação dos clubes políticos.  Diante da hesitação dos demais deputados em responder às críticas contundentes do filósofo, Robespierre toma para si a tarefa, defendendo a Revolução contra o que considera como ataques dignos dos inimigos contrarrevolucionários, que mostrariam que Raynal já não estava mais à altura de suas obras, que tanto haviam influenciado a geração revolucionária. Robespierre conclui, no entanto, que, longe de desviar o governo e virar a opinião pública contra ele, a carta de Raynal teria o efeito contrário ao pretendido, reanimando o ânimo revolucionário da nação.
Vai dedicar-se à luta contra a política de Brissot e dos Girondinos, lançando, em Maio de 1792, o jornal do seu credo político - Le Défenseur de la Constituition. No seu primeiro número, escrevia que preferia ver "os franceses livres e respeitados com um rei, do que escravos ou aviltados sob o jugo de um Senado". Na sua opinião, Brissot, ao propôr a implantação da República em 1791, tinha feito recuar a Revolução talvez meio século.
Em 9 de Agosto, Robespierre escrevia a Couthon que era "impossível aos amigos da liberdade prever e dirigir os acontecimentos". Na manhã seguinte, já não havia rei na França. Robespierre aceita o facto consumado.
Eleito, em 5 de Setembro, deputado por Paris na Convenção Nacional, vai acentuar-se ainda mais o seu combate a Brissot e aos Girondinos a propósito do "processo" do rei Luís XVI. Segue-se a traição de Dumouriez. Para Robespierre, a conivência dos Girondinos com o general rebelde não oferecia dúvida, abrindo-se o processo que vai culminar na proscrição dos seus líderes, em 2 de Junho de 1793. Em 10 de Julho, Danton era eliminado. Três dias mais tarde, chegava a vez de Marat. A via estava livre. No dia 27, assume a chefia do Comitê de Salvação Pública, tornando-se Robespierre na alma da Ditadura montanhesa, instigando o Terror, com que se condenou à morte na guilhotina cerca de 40 mil pessoas, entre eles opositores políticos e populares inocentes acusados de serem "contra-revolucionários", muitos deles sem nem julgamento.

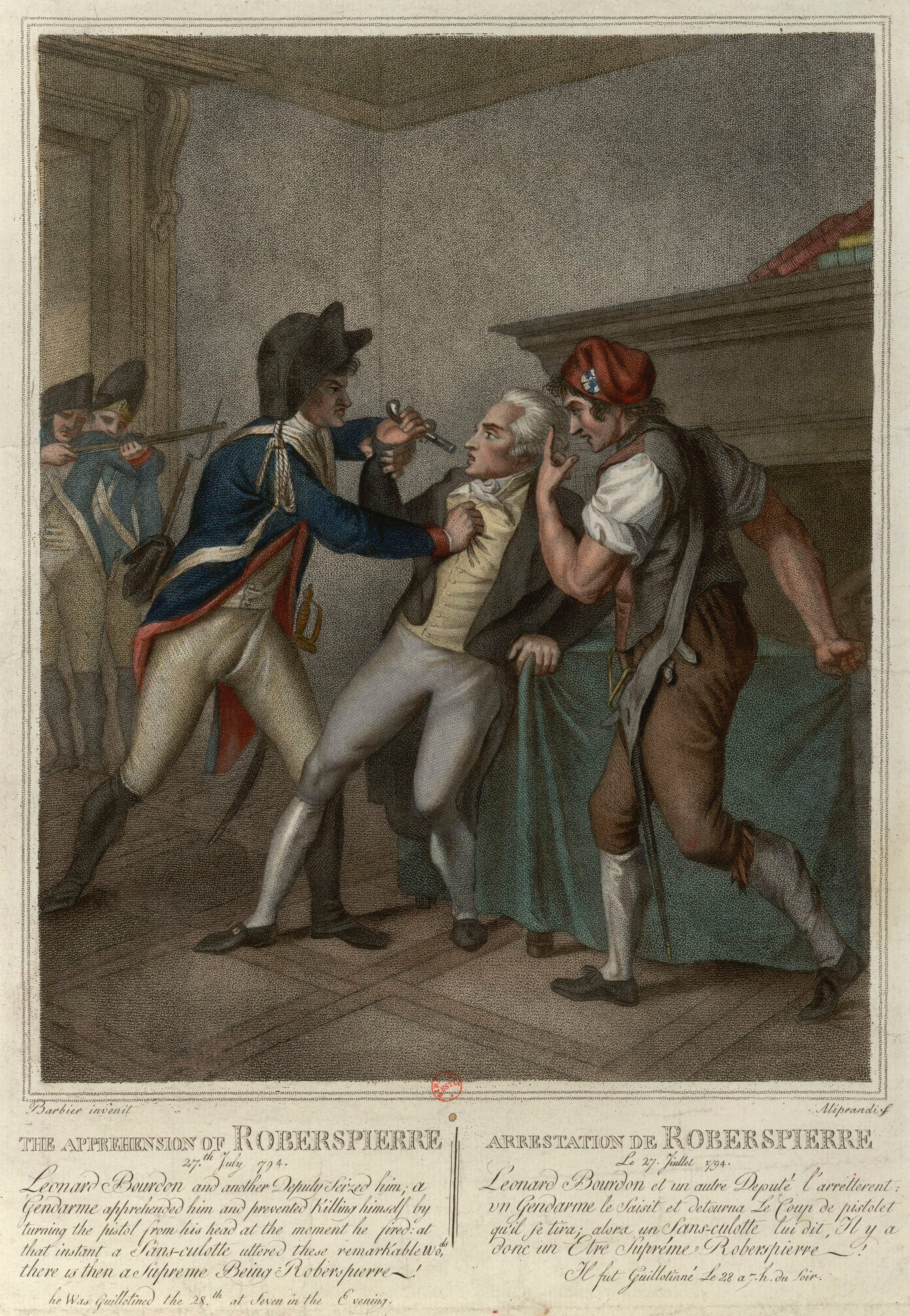
Prisão de Robespierre

No 1 frimaire, Robespierre inaugura uma cruzada contra o ateísmo. No 18 floreal, decreta-se que o povo francês reconhece a existência do Ser Supremo e a imortalidade da alma. A política financeira de Cambon, com a qual Robespierre não concordava, e a acção de Amar, Jagot e Vadier no Comité de Segurança Geral, à qual Robespierre se opunha, têm sido apontadas como as causas principais para a sua queda.
No dia 27 de julho, Robespierre é feito prisioneiro em um golpe organizado pelos seus adversários da Convenção (a planície, ou como os jacobinos chamavam-lhes, pântano). A Comuna de Paris ainda tenta defender Robespierre, mas a sua insurreição fracassa.
Maximilien de Robespierre foi guilhotinado em Paris no dia seguinte, no 10 thermidor do ano II (28 de julho de 1794), sem ter sido julgado, juntamente com o seu irmão Augustin de Robespierre (também membro da Junta de Salvação Pública) e dezessete de seus colaboradores durante o golpe de 9 do Termidor, dentre eles, seus dois grandes amigos, companheiros desde o início de sua jornada, Saint-Just e Couthon.

## Ideais

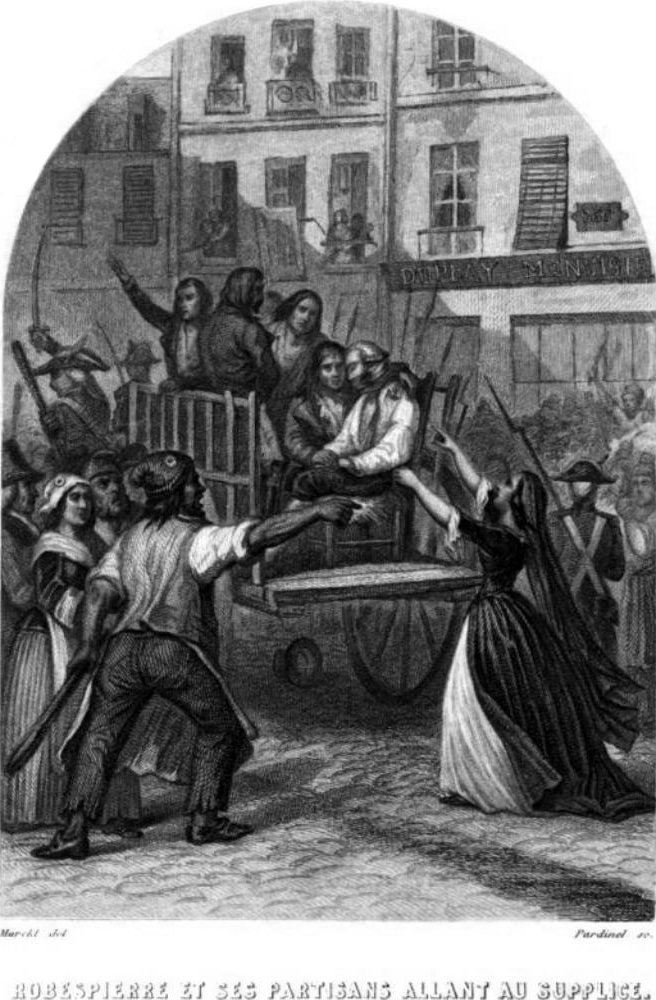
Robespierre e seus seguidores no caminho para o cadafalso, em 28 de julho de 1794.

Robespierre foi um dos raros defensores do sufrágio universal e da igualdade dos direitos, defendendo a abolição da escravidão e as associações populares. Ele defendia que "a mesma autoridade divina que ordena aos reis serem justos, proíbe aos povos serem escravos".
Embora a Igreja tenha sido um dos principais alvos da Revolução, Robespierre acreditava na existência de um Ser Supremo e dizia que "Se a existência de Deus, se a imortalidade da alma não fossem senão sonhos, ainda assim seriam a mais bela de todas as concepções do espírito humano".
Vários historiadores da época relataram, em detalhes, os acontecimentos daquele período. Um deles, Francois-Auguste-Marie-Alexis Mignet, escreveu sobre sua percepção dos ideais de Robespierre e de Saint-Just:
"(...) Robespierre e Saint-Just haviam traçado o plano desta democracia, cujos princípios eles defendiam em todos os seus discursos. Eles queriam mudar os costumes, o espírito e os hábitos da França. Eles queriam transformá-la em uma república à moda dos antigos".

"O domínio exercido pelo povo, magistrados desprovidos de orgulho, cidadãos sem vícios, a fraternidade nos relacionamentos, o culto da virtude, a simplicidade dos modos, a austeridade do caráter, eis o que pretendiam estabelecer".

"Liberdade e igualdade para o governo da república; indivisibilidade em sua forma; virtude como seu princípio; Ser Supremo como o seu culto. Quanto aos cidadãos, fraternidade em seus relacionamentos, probidade em sua conduta, bom senso como espírito, modéstia em suas ações públicas, que eles deveriam nortear para o bem do estado, e não para eles mesmos. Tal era o símbolo de sua democracia."
Na véspera de sua prisão, Robespierre proferiu o que pode ser considerado o seu epitáfio: "A morte não é o sono eterno. Mandai antes gravar: a morte é o início da imortalidade!".

## A posteridade de Robespierre

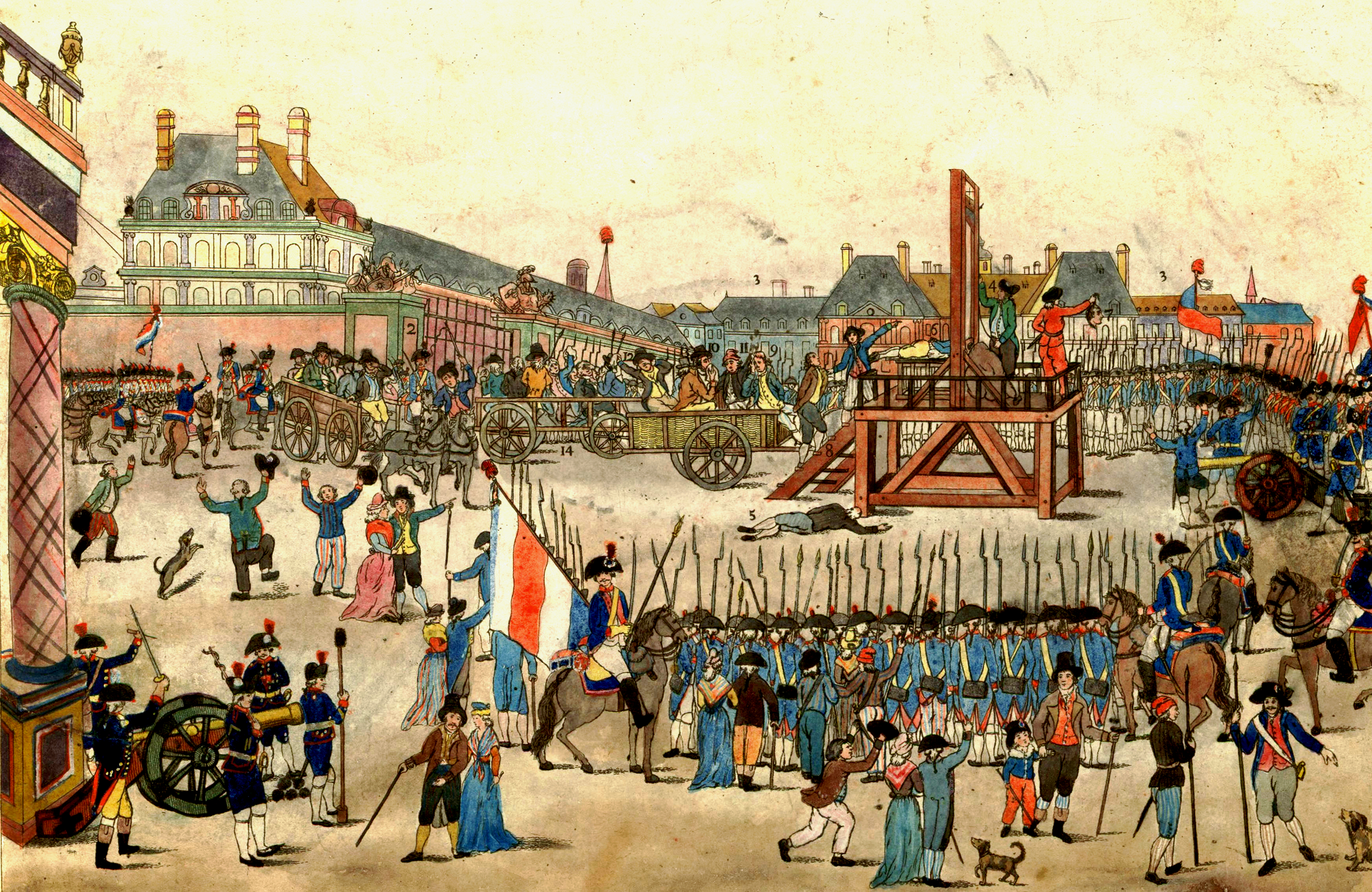
Execução de Robespierre

Logo após a sua morte, a imprensa foi implacável contra ele, mas começou a desenhar-se uma viragem de opinião depois do fim do Império Napoleónico. As primeiras tentativas de reabilitação dão-se perto de 1820, sob a Restauração dos Bourbon, através de Guillaume Lallement. Durante o período da monarquia de Luís Filipe I de França, Robespierre tinha já muitos apologistas. Sob o Segundo Império, Ernest Hamel foi um seu destacado hagiógrafo, mas vem a dar-se uma quebra de popularidade sob a Terceira República, que preferiu Danton. Depois de 1910, porém, sob o impulso de Albert Mathiez, produziu-se na França um certo "retorno a Robespierre" por intermédio da "Société des études robespierristes".

## Obras
- Œuvres complètes de Maximilien Robespierre, 10 volumes, Société des études robespierristes, 1910-1967, nova ed., SER/Phénix, 2000.